# Jaime Guevara

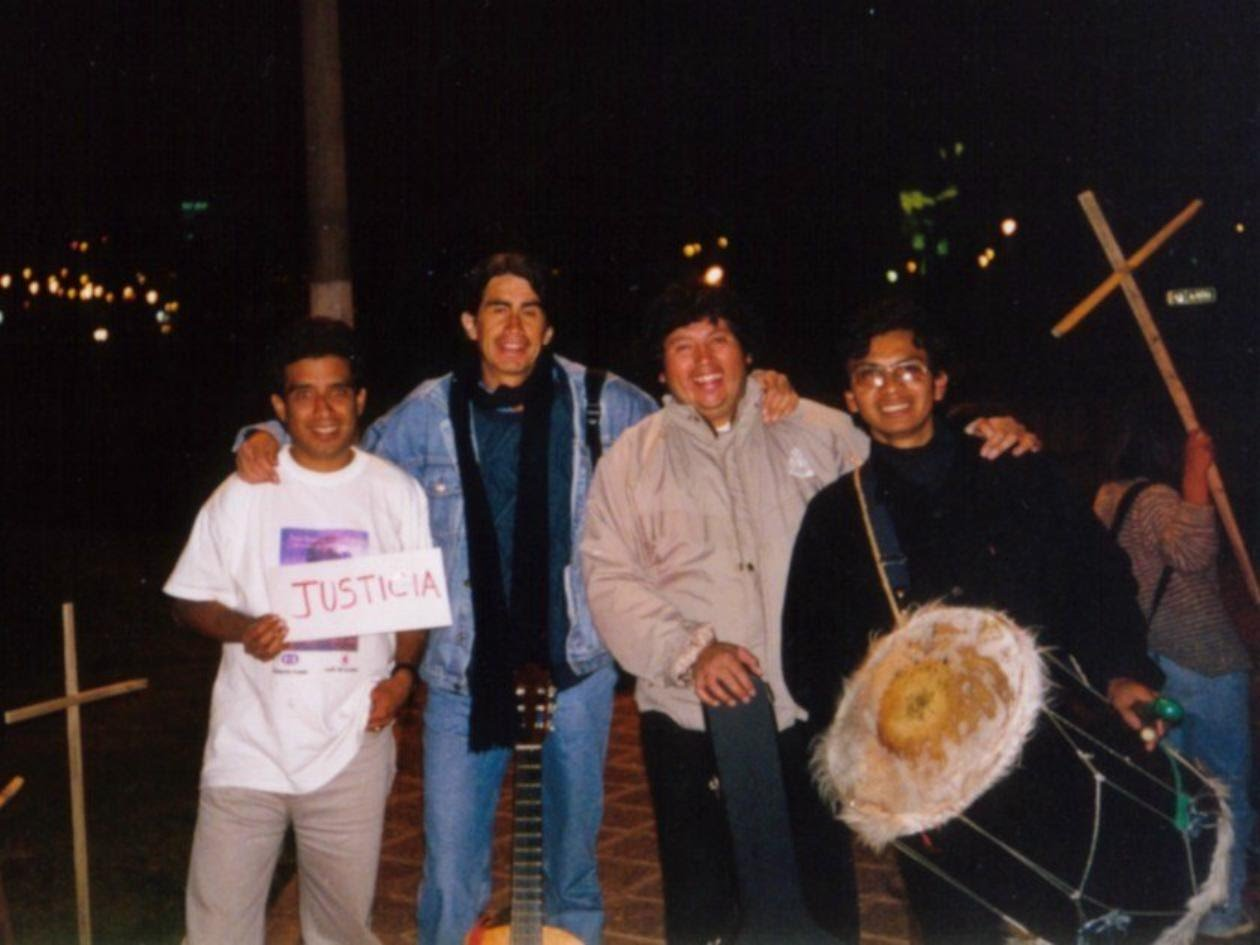
Jaime, es su activismo político y pacifista, en las jornadas del Jubileo 2000.

Jaime Guevara (Quito, 1954) es un cantautor ecuatoriano. Es también conocido como «El chamo Guevara», un apodo de su juventud. Referente del rock ecuatoriano, es considerado junto a Héctor Napolitano y Hugo Idrovo como uno de los mayores trovadores de la música popular urbana y de la contracultura en Ecuador. 

## Música y éxitos

### Los 70: inicio en el rock
Se inició públicamente en la música en el año 1973, por animación de unos amigos, tocando en festivales juveniles de música rock. Luego fundaría en la misma década el grupo de rock clásico La Banda Azul, en la que interpretaba traducciones al español de temas de Led Zeppelin o Black Sabbath, en tiempos cuando el rock se interpretaba sólo en inglés, este grupo musical duró tres años. En esto años se gana el apelativo de "El chamo" apodo que le pusieron sus amigos roqueros. La escena musical rockera en Quito se articuló por Ramiro Acosta y su grupo La Tribu. En 1978 por influencia de amistades trotskistas, conoce el pensamiento de Bakunin y Kropotkin y adopta la filosofía política anarquista como opción de vida. Fue profesor de escuela y colegio Pachamama

### Los 80: fusión trovadora
Al iniciar la década ochentera se vincula al movimiento de la nueva canción ecuatoriana. Su característica y aporte principal a este movimiento fue el plantear problemas fundamentales asociados a la composición musical y al necesario compromiso político. Es durante este tiempo que adquiere el ritmo (rock/folk) y letra (caricaturizando/denunciando a la autoridad) que lo caracteriza hasta la actualidad y por el cual es conocido como el cantautor y trovador urbano más popular de Quito 
Suma entonces -según propio testimonio- a sus iniciales influencias las de las coplas tradicionales ecuatorianas (carnaval de Guaranda, "sal quiteña", etc.), así como -paralelamente- los cantares de los trovadores medievales y la canción francesa (poética y satírica) de los cantores -poetas de Francia- Georges Brassens y Jacques Brel, el folk social estadounidense (Bob Dylan, Woody Guthrie). 
Como resultado de la asimilación de corrientes surgieron composiciones de "fusión", particularmente entre el folklore ecuatoriano y el rock, muestra de ello presentó, en 1980, el recital "Folklor progresivo-Nueva Canción", junto al grupo Amauta. El contenido textual de sus canciones abarca creaciones infantiles, costumbrismo urbano, el amor y "retratos" de personajes y sucesos políticos; ello ha hecho que Guevara sea considerado un cronista musical. 

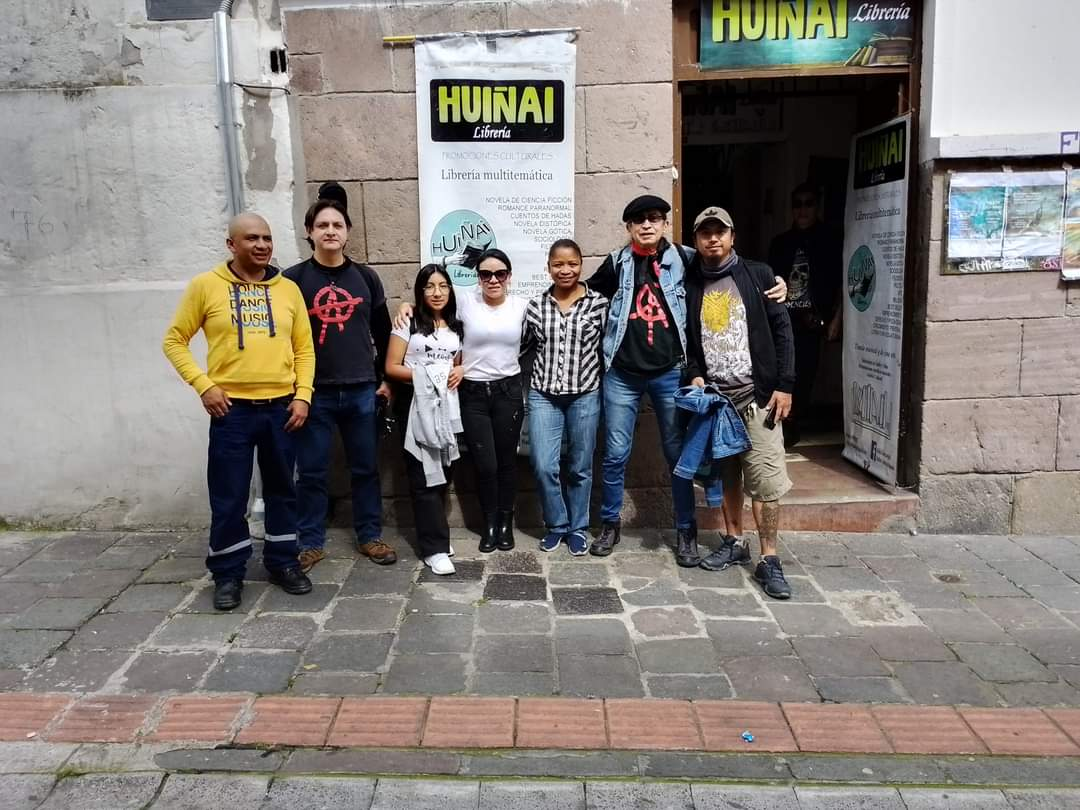
Jaime Guevara, 2022, en el espacio cultural Nina Shunku - Huiñai - Cultura Viva Comunitaria

La utilización de esta expresión cultural como herramienta de lucha social le costó más de una dificultad con la policía. Fue torturado en la época en la que Osvaldo Hurtado y León Febres Cordero, fueron presidentes constitucionales del Ecuador.   En alguna ocasión, que resaltó por curiosa, su guitarra le fue confiscada en calidad de “evidencia del delito” y el cantautor tuvo que desplegar una intensa campaña para recuperarla. En otra ocasión estuvo detenido en la perrera municipal.
Fundó la la Hot Choclo Blues Band con la que ha participado en le Festival Quito Blues.  

### Años 90 ysigloXXI
Su activismo ha estado vinculado estrechamente a los familiares de desaparecidos y organismos de derechos humanos, promoviendo eventos culturales y participantes en festivales de solidaridad. Se destaca por acompañar con su música el caso Restrepo, una campaña que duró más de una década. Acompañó no solo a Pedro Restrepo y Luz Elena Arismendi, sino a un número grande de militantes de varias tendencias, todas víctimas directas o indirectas del aparato coercitivo estatal o familiares de personas desaparecidas y de organizaciones de derechos humanos.
Hizo de sus letras y canciones una forma de denuncia, de reclamo rebelde y de protesta social. "Elsie Monge, directora de CEDHU, narra que, “Todos los miércoles, a mediodía, él acompañaba con su guitarra. La gente se acercaba a ver de qué se trataba, veían las fotos de los desaparecidos, de los ejecutados extrajudicialmente y se quedaban”  Es el anarquista que compuso un tema a un Obispo de la Iglesia Católica, a Monseñor Leonidas Proaño, producto de la coherencia que vio en el sacerdote que para muchos fue un "cura rojo más." Compuso y estuvo en la constitución de los barrios que se formaron a partir de las invasiones, como la "Lucha de los Pobres" al Sur de Quito, con la gente de "El Calzado," o las "Comunidades Cristianas de Lucha Universitaria" de la "Central".
Este respaldo a las actividades de organizaciones de derechos humanos se mantiene en los 90. Respaldó causas de organizaciones sociales, obreras, indígenas y juveniles. En 1996 fue parte de los creadores del movimiento Prolibertad Artística Juvenil que denunció la violación a los derechos humanos hacia los rockeros. En 1997 se vincula directamente con el Servicio de Paz y Justicia para crear una comisión para conquistar el derecho a la objeción de conciencia, dónde luego de diez años de presión pudieron tramitar su propuesta en el Congreso Nacional aunque obteniendo resultados parciales. Otros grupos que forman objeto de su accionar en la década de 2020 son: Bloque Proletario, Justicia para Valentina Cosíos, Los 10 de Luluncoto, caso Michelle Montenegro, Asociación de Familiares y Amigos de Personas Desaparecidas en Ecuador (Asfadec)
Fue uno de los personajes de la película Entre Marx y una mujer desnuda, haciendo el papel de un poeta suicida; este largometraje autoría de Camilo Luzuriaga, obtuvo el premio a Mejor Banda Sonora, en Trieste, Italia. La banda sonora fue compuesta por Hugo Idrovo, Jaime Guevara, Ataúlfo Tobar y Diego Luzuriaga. 
También escribió un libro, Lo que escribí en las paredes, galardonado en diciembre de 2004 con el Premio "José Peralta" en periodismo testimonial. Compuso además la música de las obras de teatro El señor Puntilla, Robinson Crusoe y El milagro de los inocentes.
En 2007 en Ecuador, la novel directora Carla Badillo Coronado (1985) presentó el documental Jaime Guevara: entre cuerdas libertarias, con duración de 30 minutos, sobre la vida y las ideas de Guevara, que obtuvo la 1.ª Mención de Honor en el II concurso de video documental: Ojo con la Democracia (OCD), como parte del VI Festival Internacional de Documentales: "Encuentros del Otro Cine", realizado en Quito.
En 2008 se estrenó en Venezuela el documental Jaime Guevara, un cantor de contrabando contra toda autoridad, realizado por Any Alarcón y presentado en la II Muestra de Documentales Independientes y videoactivismo realizada en Caracas por la Organización Nelson Garrido (ONG).
Participó en el Segundo Encuentro Internacional de Canción de Autor, del 21 al 25 de julio de 2009, la Red Ecuatoriana de Trovadores, junto a Fabián Meneses fueron los organizadores, el acto se realizó en Quito, Riobamba, Cuenca, Loja y Ambato.
Es considerado uno de los representantes del blues ecuatoriano, considerando que este género ha aportado con una visión completamente renovadora del tema social. Caiza lo explica de esta manera: “Si en Chile o Argentina el blues nace como otra forma de denunciar el poder estatal, en Ecuador, aleja su mirada del gobierno para centrarse en la gente. 
Jaime Guevara también fue crítico con el Gobierno de la Revolución Ciudadana, hecho que le provocó ser denostado públicamente por Rafael Correa Delgado.
El 19 de septiembre de 2010 sufre una agresión física por parte de Gustavo Suikousisko Araque 
En 2012 junto al grupo Arkam se presentó en varios festivales de rock.
El 17 de noviembre de 2015 Guevara fue internado en una casa de salud en Quito, luego de un accidente  en un bus de servicio urbano, sufriendo una fractura en la columna. De este hecho quedaron secuelas. Por este motivo se organizó un concierto de apoyo el 20 de febrero de 2016, al que se autoconvocaron Margarita Laso, Umbral, Curare, Igor Icaza y su banda, la banda vocal Bocapelo, Juana Guarderas y Martha Ormaza, Nin, Héctor Napolitano y su banda, Los Perros Callejeros, Blues Project Rolling, Ramiro Acosta.  El 13 de mayo de 2023 se realizó un concierto, con la participación de Guardarraya, Sal y Mileto, Wañukta Tonic, Curare, Don Nadie (integrante de Los NIN), Carlos Michelena, Nito Paya y Adriana Oña, en apoyo a la salud del cantautor y organizado por la Coordinadora de Artistas Populares 
En mayo de 2025 el estado de salud del cantautor se quebrantó,  tuvo una intervención quirúrgica urgente, la misma que se complicó debido a condiciones médicas preexistentes. Las complicaciones con su salud continúan en agosto de 2025  

## Discografía
- De Contrabando (1996)
- En Vivo 1977-1999 (2001)
- Palabras Frontales (2011)
- Viernes de noche (2020)